# Ken Tyrrell

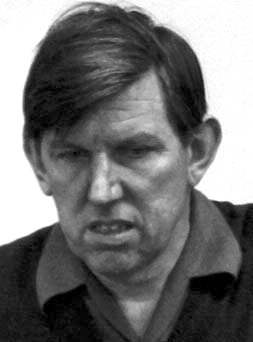
Ken Tyrrell 1971 in Monaco

Robert Kenneth „Ken“ Tyrrell (* 3. Mai 1924 in East Horsley, Surrey; † 25. August 2001 ebenda) war ein britischer Automobilrennfahrer und Rennstallbesitzer. Mit seinem Team Tyrrell Racing Organisation, das von 1968 bis 1998 an der Formel-1-Weltmeisterschaft teilnahm, gewann er drei Fahrer- und drei Konstrukteurstitel. Ken Tyrrell gehörte zwei Jahrzehnte lang zu den einflussreichsten Personen der Formel 1.

## Biografie

### Herkunft und Familie
Ken Tyrrells Vater war Förster, seine Mutter Köchin. Die Familie lebte südlich von London in Ockham in der Grafschaft Surrey. Ken Tyrrell hatte eine Schwester und zwei Halbbrüder, die einer früheren Ehe seines Vaters entstammten.
Von 1943 bis zu seinem Tod war Ken Tyrrell mit Norah, geb. Harvey, verheiratet. Die Beziehung zwischen Ken und Norah Tyrrell galt als außergewöhnlich eng. Der französische Rennfahrer Jean Alesi, den Tyrrell 1989 in die Formel 1 brachte, meinte rückblickend, er habe in seinem Leben keine zwei Menschen gesehen, die so für ein gemeinsames Leben gemacht seien wie Ken und Norah Tyrrell. Norah Tyrrell war bis in die frühen 1990er-Jahre fester Bestandteil des Formel-1-Teams ihres Mannes. Zu ihrer Aufgabe gehörte neben allgemeiner Organisation vor allem die Zeitnahme in den Trainingsläufen und während der Rennen. Norah Tyrrell starb neun Monate nach ihrem Mann im Mai 2002. Ken und Norah Tyrrell hatten zwei Söhne. Der 1944 geborene Kenneth Tyrrell wurde später Pilot bei British Airways, sein fünf Jahre jüngerer Bruder Robert („Bob“) arbeitete seit den 1980er Jahren im Formel-1-Team seines Vaters und war Anteilseigner.

### Kriegsdienst in der Royal Air Force
Mit 14 Jahren verließ Ken Tyrrell die Schule. 1938 bewarb er sich um eine Ausbildung am Guildford Technical College, fiel aber durch die Aufnahmeprüfung. In den nächsten Jahren arbeitete er in einer Tankstelle und einer Feuerzeugfabrik als Mechaniker. 1941 trat er unter Angabe eines um 16 Monate vorverlegten Geburtsdatums in die Royal Air Force ein. Hier war er zunächst Flugzeugmechaniker und arbeitete später, nachdem er sich in Abendkursen zum Ingenieur weitergebildet hatte, in einer Konstruktionsabteilung. Ab 1944 wurde Tyrrell auch als Crewmitglied bei Interkontinentalfügen eingesetzt. Bis 1945 absolvierte er 484 Flugstunden.
Nach Kriegsende gründete Ken Tyrrell mit seinem Halbbruder Bert einen Gartenbaubetrieb, der sich anfänglich mit Baumfällarbeiten beschäftigte. Daraus entwickelte sich zu Beginn der 1950er-Jahre ein Holzhandelsunternehmen, mit dem Ken Tyrrell zu Wohlstand kam. Das auf diese Weise verdiente Vermögen ermöglichte es Tyrrell, sich in der Freizeit im Rennsport zu engagieren.

## Ken Tyrrell im Motorsport

Logo der Tyrrell Racing Organisation

Ken Tyrrell kam zufällig zum Motorsport. 1949 schloss er sich zunächst dem Fußballclub seiner Heimatgemeinde Ockham an, für den er im Mittelfeld spielte. Im Sommer 1951 unternahm der Verein einen Ausflug zum Großen Preis von Großbritannien, der in Silverstone stattfand. Hier sah Tyrrell sein erstes Automobilrennen, das nach seiner Darstellung seine Liebe zum Motorsport begründete. Die emotionale Beziehung zu Autorennen und der darauf gestützte Enthusiasmus war und blieb nach Ansicht von Beobachtern die treibende Kraft hinter Tyrrells jahrzehntelangen Engagement. Tyrrell trat zunächst einige Jahre lang als Amateurrennfahrer bei britischen Clubrennen an; Ende der 1950er-Jahre wandte er sich dann dem Motorsportmanagement zu und betreute neben seinem eigenen Rennstall zeitweise auch das Werksteam des Rennwagenherstellers Cooper. Ab 1968 erschien Tyrrell dann mit seinem Team in der Formel 1, das ab 1970 auch eigene Chassis konstruierte. Ken Tyrrell leitete das Unternehmen bis 1997; nach Ablauf des folgenden Jahres wurde das Team, das zwischenzeitlich den Eigentümer gewechselt hatte, aufgelöst.

### Rennfahrer

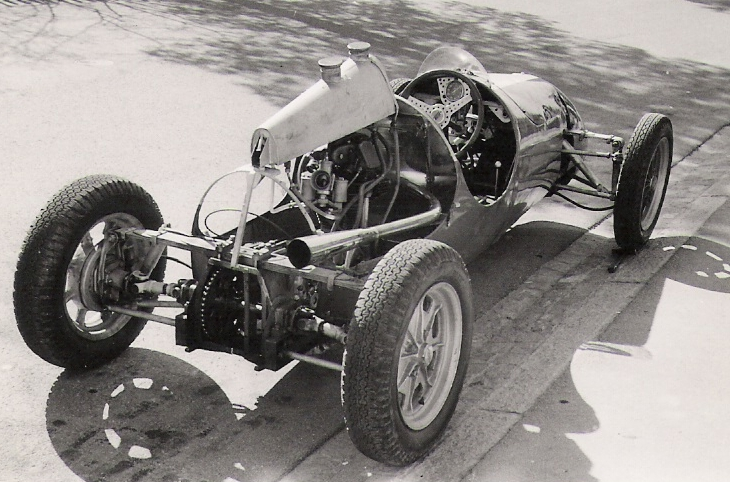
Zeitgenössischer Formel-3-Rennwagen von Cooper mit Norton-Motor

Bei seinem Besuch des Großen Preises von Großbritannien 1951 lernte Tyrrell den Rennfahrer Alan Brown kennen, der bei einem Nebenrennen der Formel 3 an den Start ging. Im Herbst kaufte Tyrrell von Brown einen gebrauchten Rennwagen der Marke Cooper. Um welchen Typ es sich dabei handelte, ist nicht zweifelsfrei geklärt. Einige Quellen gehen davon aus, dass es ein Cooper T18 war, ein kompakter, offener Einsitzer mit einem 500 cm³ großen Motor von Norton. Mit ihm begann 1952 Tyrrell eine Karriere als Amateurrennfahrer, die sechs Jahre dauerte.
Ken Tyrrell bestritt von 1952 bis 1958 etwa 75 Rennen der Formel Junior und fünf Formel-2-Rennen. Es handelte sich zumeist um kleinere, vornehmlich britische Veranstaltungen, zu denen die Datenlage heute unvollständig ist. Bei 22 Formel-Junior-Rennen ist zwar Tyrrells Teilnahme dokumentiert; über seine Ergebnisse liegen aber keine Unterlagen vor.
Ken Tyrrells erstes dokumentiertes Rennen war ein Rahmenrennen zur BRDC International Trophy am 2. Juni 1952 in Goodwood. Er nahm am ersten Lauf eines Formel-3-Rennens teil und gab vorzeitig auf. Die erste Zielankunft erreichte Tyrrell zwei Monate später bei der Commander Yorke Trophy in Silverstone; hier wurde er im zweiten Lauf Zehnter. Im Finale fiel er erneut vorzeitig aus. Ein achter Platz bei einem Zwischenlauf in Castle Combe war das beste Ergebnis des Jahres.
Ende der 1950er-Jahre begann er, Autos für andere Fahrer vorzubereiten. Im Auftrag von Henry Taylor betreute er einen Cooper in der Formel 2. Die Beziehungen zwischen Cooper und Ken Tyrrell wurden enger; 1960 wurde die Tyrrell Racing Organisation gegründet, um das Cooper-BMC-Team in der Formel Junior zu leiten. 1961 startete das Unternehmen auch in der britischen Mini-Rennwagenserie. Die Tyrrell Racing Organisation hatte ihren Sitz auf dem Gelände der familiären Holzhandlung, die Ken Tyrrell bis 1969 parallel zu seinen Motorsportaktivitäten leitete. Die Werkstatt befand sich über Jahre hinweg in einem kleinen Schuppen. Die Anlage wurde als Woodyard bezeichnet.
Nachdem 1964 in der Formel 3 neue Regeln festgelegt worden waren, konnte Tyrrell Jackie Stewart und Warwick Banks für sein Team gewinnen. Stewart gewann den britischen Formel-3-Titel, Banks die ersten europäischen Tourenwagen-Meisterschaften in einem Mini Cooper S. Nach einem schweren Verkehrsunfall John Coopers übernahm Tyrrell für einige Monate die Leitung des Cooper-Formel-1-Teams, bevor Cooper es im April 1965 an eine Investorengruppe um den ehemaligen Rennfahrer Roy Salvadori verkaufte. 1965 ging Tyrrell mit zwei Cooper-B.R.M.-Fahrzeugen in der Formel 2 an den Start. Seine Fahrer waren Stewart und Jacky Ickx.

### Formel 1 mit Matra
Nachdem Cooper sein Unternehmen an die Chipstead Motor Group verkauft hatte, knüpfte Tyrrell Kontakte zum Rennstall der französischen Firma Matra. Ab 1965 leitete er dort das Formel-2-Team mit den Fahrern Stewart und Ickx. Im Jahr 1968 stieg Tyrrell in die Formel 1 ein. Das Fahrzeug basierte auf einem Matra-Chassis und wurde von einem herkömmlichen Cosworth-DFV-Motor angetrieben. Jackie Stewart konnte damit die Rennen in den Niederlanden und in Deutschland gewinnen. Nach diesen Erfolgen vergrößerte Tyrrell das Team und verpflichtete als zweiten Fahrer den Franzosen Johnny Servoz-Gavin. Stewart konnte in diesem Jahr noch den Sieg beim Großen Preis der USA einfahren. Am Ende der Saison war er Vizeweltmeister. 1969 gewann Stewart die Fahrerweltmeisterschaft und Matra den Konstrukteurstitel. 1970 versuchte Matra Tyrrell darauf zu verpflichten, Motoren und Chassis von Matra zu benutzen.

### Eigene Konstruktionen in der Formel 1

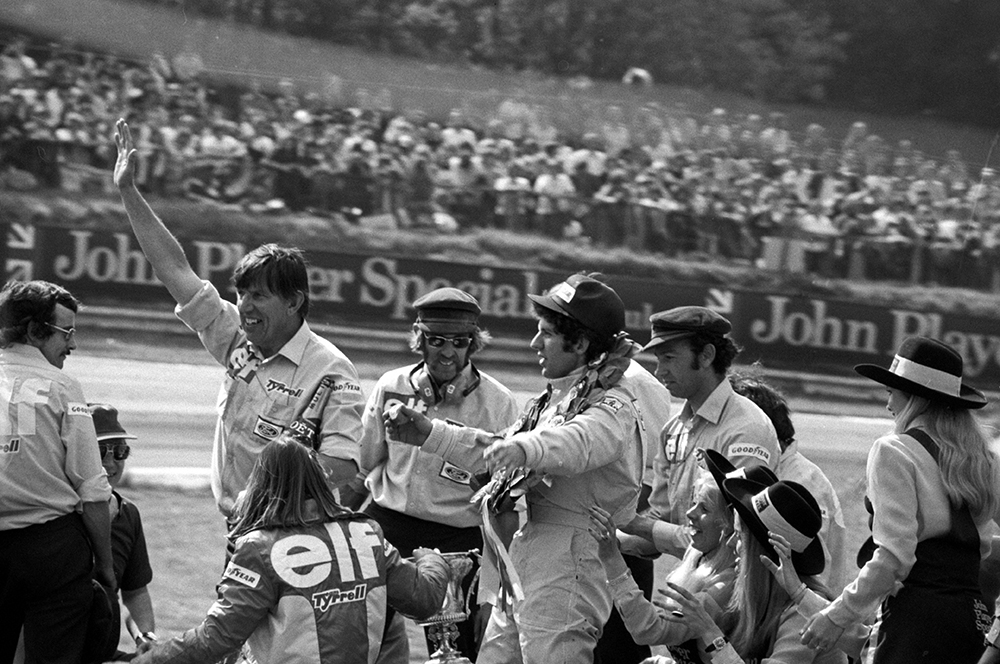
Ken Tyrrell 1974

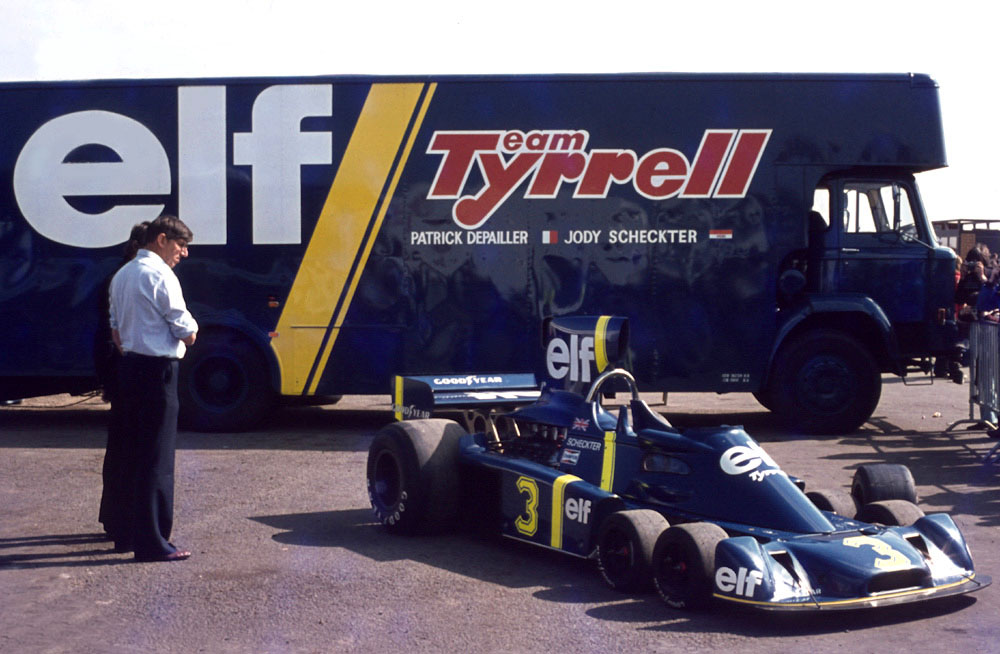
Ken Tyrrell neben dem P34 (1976)

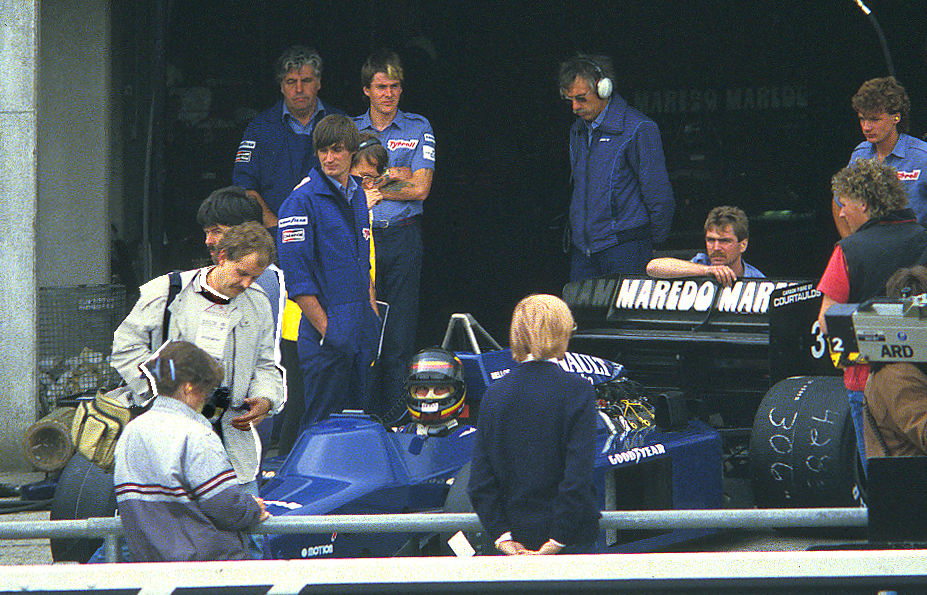
Stefan Bellof im Tyrrell 014 beim Training zum GP von Deutschland 1985 auf dem Nürburgring

Ken Tyrrell setzte in den folgenden Jahren eigene Konstruktionen ein. Das Chassis stammte von March, eingebaut wurden die zuverlässigen Ford-Cosworth-Motoren. Nachdem die Schwächen dieses Chassis offenbar geworden waren, beauftragte Tyrrell Derek Gardner mit der Konstruktion eines Chassis für das Tyrrell-Team. Stewart gewann zunächst noch ein Rennen mit der March-Konstruktion und fuhr ab dem Spätsommer mit dem neuen Tyrrell-DFV 001 weiter. Mit diesem konnte er ein Rennen gewinnen, das nicht zur Weltmeisterschaft zählte. Im Rennen um den Großen Preis von Kanada führte er, bis eine Materialermüdung einen Achsenbruch verursachte. Im Winter wurde das Auto überarbeitet. Stewart konnte 1971 sechs Rennen gewinnen, sein Teamkollege François Cevert gewann den Großen Preis der USA. Stewart wurde zum zweiten Mal Weltmeister, Tyrrell fuhr den Konstrukteurstitel ein.
In den folgenden beiden Jahren kämpften Lotus und Tyrrell um die Vorherrschaft in der Formel 1. 1972 stellte Lotus den Sieger, 1973 wurde Jackie Stewart erneut Weltmeister. Nachdem Cevert bei der Qualifikation zum Großen Preis der USA tödlich verunglückte, musste das Team den Konstrukteurstitel für 1973 abschreiben. Der Tod seines Freundes veranlasste Jackie Stewart, beim Rennen nicht mehr anzutreten; Stewart hatte bereits vor Monaten entschieden, sich am Ende der Saison vom aktiven Rennsport zurückzuziehen.
Für die Saison 1974 unterschrieben Jody Scheckter und Patrick Depailler bei Tyrrell. Der sechsrädrige P34 konnte die in ihn gesetzten Erwartungen jedoch nicht erfüllen. Scheckter entschied sich im Jahre 1977, zu Wolf zu wechseln. So kamen Ronnie Peterson für 1977 und Didier Pironi für 1978. Da 1979 die Vormachtstellung an die Teams Renault und Ligier überging, konzentrierte sich der Hauptsponsor Elf Aquitaine auf diese beiden und kündigte den Vertrag mit Tyrrell. Daraufhin wurde es für Ken Tyrrell schwer, das nötige Geld zu beschaffen, und er musste unbekannte Fahrer anheuern. So war Tyrrell ein Sprungbrett für Michele Alboreto, Stefan Bellof, Martin Brundle und Jean Alesi. Das Team war zunächst immer noch stark genug, um einige Rennen zu gewinnen, verlor jedoch schließlich endgültig den Anschluss an die Spitze, da Tyrrell sich lange weigerte, die in den 1980er Jahren überlegenen Turbomotoren einzusetzen. Das Team verlor die erfolgversprechenden Fahrer und die großen Sponsoren.
1989 feierte Ken Tyrrell seinen 65. Geburtstag. An diesem Tag musste er seinen Team-Lastwagen selber nach Monaco fahren, weil nicht mehr genug Personal vorhanden war. Nach mehreren erfolglosen Jahren verkaufte er sein Team im Herbst 1997 für 30 Millionen Dollar an British American Tobacco, das den Rennstall im folgenden Jahr noch unter dem bisherigen Namen fortführte. Ab 1999 trat das Team als British American Racing (BAR) an. Später wurde es von Honda übernommen. Nach Hondas Rückzug hieß es ein Jahr lang Brawn GP. 2010 wurde es von der Daimler AG übernommen und geht seitdem als Mercedes Grand Prix an den Start.
1999 wurde Ken Tyrrell zum Präsidenten des British Racing Drivers’ Clubs gewählt, obwohl feststand, dass er krebskrank war. Am 25. August 2001 erlag er seinem Leiden.

## Persönliches
Ken Tyrrell hatte im englischen Sprachraum in jungen Jahren den Spitznamen „The Chopper“ (deutsch: Hacker), der einerseits an seine beruflichen Anfänge als Holzfäller, im übertragenen Sinne aber auch an sein körperbetontes Fußballspiel in der Jugend anknüpfte. In fortgeschrittenem Alter wurde er auch „Uncle Ken“ genannt. Im deutschen Sprachraum hatten die Medien ihm schließlich den Beinamen „die Eiche“ gegeben. Er nahm Bezug auf Tyrrells ausgeprägte Physiognomie – ein „mit einem Beil geformtes Gesicht und Zähne wie Grabsteine“ –, darüber hinaus aber auch auf seine Standfestigkeit bei Meinungsverschiedenheiten mit den Sportbehörden. Eddie Jordan bezeichnete Tyrrell als „dickköpfig“ (englisch bullish) und berichtete, Tyrrell habe jederzeit Bernie Ecclestones besonderen Respekt genossen, da nach seinem Eindruck Tyrrell eine von wenigen Personen in der Formel 1 gewesen sei, die Ecclestone nicht habe kontrollieren können.
Neben dem Motorsport interessierte sich Tyrrell für Cricket und Fußball. Er war lange Jahre Anhänger des Londoner Fußballclubs Tottenham Hotspur.

## Der Talente-Scout
Ken Tyrrell galt als Talente-Scout. Bei ihm debütierten viele später erfolgreiche Formel-1-Piloten wie François Cevert, Michele Alboreto, Stefan Bellof, Jean Alesi oder Mika Salo. In Biografien wird üblicherweise berichtet, Tyrrell habe eine gute Hand für junge Talente gehabt. Ken Tyrrell trat dem mehrfach entgegen. Er schaue einfach auf die Leistungen junger Rennfahrer: „Wenn sie schnell sind, sind sie gut.“

## Zitate
„Ken stand für die traditionellen Werte im Motorsport.“

„Ken hat immense Beiträge zur Formel 1 geleistet. Er hat mehr Fahrer in die Formel 1 gebracht als jeder andere. Der Motorsport schuldet Ken viel.“

„Ken war abgesehen von meiner Familie die wichtigste Person in meinem Leben, er war für mich wie ein Vater. Zu seiner Zeit war er einfach der Beste.“